# Алжир на летних Олимпийских играх 1972
Алжир принимал участие в Летних Олимпийских играх 1972 года в Мюнхене (ФРГ) в третий раз за свою историю, но не завоевал ни одной медали. Страну представляли четыре легкоатлета и один боксёр.

## Бокс
Спортсменов — 1
| Спортсмен     | Категория | 1/32 финала          | 1/16 финала          | 1/8 финала                 | 1/4 финала           | Полуфинал            | Финал                |
| Спортсмен     | Категория | Соперник и результат | Соперник и результат | Соперник и результат       | Соперник и результат | Соперник и результат | Соперник и результат |
| ------------- | --------- | -------------------- | -------------------- | -------------------------- | -------------------- | -------------------- | -------------------- |
| Лусиф Ханмани | 71 кг     |                      | Хосе Колон Поб 5:0   | Энтони Ричардсон Поб TKO-2 | Алан Минтер Пор 1:4  | Не прошёл            | Не прошёл            |

## Лёгкая атлетика
Спортсменов — 4
Мужчины
| Аззедин Аззузи        | 800 м                  | 1:49.4  | 3 | 1:49.4    | 6         | Не прошёл | Не прошёл |           |           |
| Аззедин Аззузи        | 1500 м                 | 3:46.4  | 7 | Не прошёл | Не прошёл | Не прошёл | Не прошёл |           |           |
| Мохамед Сид Али Джуди | 800 м                  | 1:50.4  | 5 | Не прошёл | Не прошёл | Не прошёл | Не прошёл | Не прошёл | Не прошёл |
| Мохамед Касеми        | 1500 м                 | 3:45.2  | 8 | Не прошёл | Не прошёл | Не прошёл | Не прошёл |           |           |
| Буален Рахуи          | 5000 м                 | 13:45.0 | 8 | Не прошёл | Не прошёл | Не прошёл | Не прошёл |           |           |
| Буален Рахуи          | 3000 м с препятствиями | 8:41.0  | 7 | Не прошёл | Не прошёл | Не прошёл | Не прошёл |           |           |